# Dobârlău, Covasna
Dobârlău este satul de reședință al comunei cu același nume din județul Covasna, Transilvania, România. Se află în partea de sud-vest a județului, în Munții Întorsurii.